# Andrej Plávka
Andrej Plávka (18. listopadu 1907, Liptovská Sielnica – 11. července 1982, Bratislava) byl slovenský spisovatel a básník a komunistický funkcionář. Užíval i pseudonymy Martin Podhorský, Plávka-Podhorský, Podhorský, Vladimír Veselý, Vl. Veselý atd.

## Životopis
Narodil se v rodině koželuha. Vzdělání získával v Liptovské Sielnici, Liptovském Mikuláši a později na právnické fakultě Karlovy univerzity v Praze (činný ve spolku Detvan), ale studium nedokončil. V letech 1931–1945 byl úředníkem v organizaci křesťanské mládeže YMCA, v roce 1939–1945 vedoucím ústavu pro sociální a kulturní péče v Banské Bystrici.
V letech 1945–1946 byl náměstkem pověřence informací, v letech 1946–1947 byl tajemníkem Národní fronty a zároveň do roku 1949 rovněž pracoval v Úřadu Sboru pověřenců. V letech 1949–1968 pracoval jako ředitel knižního vydavatelství Tatran, přičemž byl také v letech 1957–1963 tajemníkem Svazu slovenských spisovatelů a v letech 1958–1966 členem ÚV KSS, také členem ÚV NF SSR. V letech 1963–1965 se věnoval výhradně literární činnosti a v letech 1969–1982 byl předsedou Svazu slovenských spisovatelů.

## Tvorba
Své první básnické dílo uveřejnil v roce 1922 v časopise Nový rod, a později publikoval iv dalších časopisech. Knižně debutoval v roce 1928 sbírkou básní Z noci i rána. Ve své tvorbě se inspiroval zejména starší generací Slovenská autorů, jako byli Štúrovci, ale zejména Pavol Országh Hviezdoslav, ale zároveň se věnoval i moderním uměleckým směrem, jako jsou poetismus a nadrealizmus. Jeho dílo je přeloženo do mnoha cizích jazyků (ruština, ukrajinština, maďarština, němčina, angličtina, francouzština, čeština).

## Ocenění
- 1946 – nositel Řádu SNP I. třídy
- 1957 – zasloužilý umělec
- 1959 a 1972 – laureát státní ceny K. Gottwalda
- 1967 – nositel Řádu práce
- 1971 – národní umělec
- 1975 – nositel bulharského Radu Cyrila a Metoděje
- 1977 – nositel Řádu Vítězného února
- 1977 – nositel sovětského Radu družby národů
- 1980 – medaile Světové rady míru

## Dílo

### Poezie
- 1928 – Z noci i rána
- 1940 – Vietor nad cestou
- 1942 – Tri prúty Liptova
- 1947 – Ohne na horách
- 1950 – Zelená ratolesť
- 1954 – Tri vody
- 1953 – Domovina moja
- 1955 – Sláva života
- 1957 – Liptovská píšťala
- 1958 – Kosodrevie
- 1960 – Vyznanie
- 1961 – Palmy a limby
- 1963 – Zrelosť
- 1965 – Korene
- 1967 – Zbohom, lásky moje
- 1972 – Testament
- 1974 – Neumrel na koni

### Próza
- 1934 – Jeden z nás
- 1941 – Obrátenie Pavla
- 1949 – Návrat Patra Hugáňa
- 1952 – Siedmi
- 1952 – V krajine šťastných ľudí
- 1954 – Rumunská jar
- 1957 – Pán Miklóš a iné poviedky
- 1971 – Smädný milenec
- 1976 – Plná čaša
- 1979 – Rodné listy
- Nedožili jari, úryvek vyšel v časopise Slovenské smery
- Krvavé mračná, vycházelo v časopise A-Zet
- Studená zem, jen rukopis

### Tvorba pro mládež
- 1965 – Sto dolín, sto vŕškov

### Výběry
- 1968 – Miloval som ťa
- 1972 – Všade ťa vidím
- 1972–1974 – Vybrané spisy I – III

### Bibliofilie
- 1977 – Post scriptum